# Бамако
Бамако је главни и највећи град Малија. Налази се на пловној реци Нигер. Смештен је у близини брзака који деле подручја горњег и средњег тока Нигера, на југозападу земље. Главни је управни, трговачки, финансијски, индустријски и саобраћајни центар државе. 
Град је трговачки центар кикирикија, капока и памука, а индустријски се производе моторна возила, прерађена храна, пољопривредна машинерија, штампани материјали, производи од метала, грађевински производи и батерије. Такође је заступљено рибарство на самој реци Нигер. Бамако је пругом повезан са Дакаром, Сенегал, на Атлантском океану и у граду се налази међународни аеродром. Колеџи за администрацију, инжењеринг, медицину и стоматологију, и обука за наставнике су у Бамаку, који такође има и неколико истраживачких института.
Важан центар муслиманске учености под империјом Мали (XI-XV век), Бамако је био мало већи од села када су га окупирале француске трупе под водством Јозефа Симона Галијенија 1883. године. Постао је главни град колоније Француског Судана (1908), а наставио као главни град Малија 1960. На језику народа Бамбара назив „Бамако“ значи „крокодилски реп“.

## Географија

### Клима
| Клима Бамака (1950–2000, екстреми 1949–2015)                                   | Клима Бамака (1950–2000, екстреми 1949–2015) | Клима Бамака (1950–2000, екстреми 1949–2015) | Клима Бамака (1950–2000, екстреми 1949–2015) | Клима Бамака (1950–2000, екстреми 1949–2015) | Клима Бамака (1950–2000, екстреми 1949–2015) | Клима Бамака (1950–2000, екстреми 1949–2015) | Клима Бамака (1950–2000, екстреми 1949–2015) | Клима Бамака (1950–2000, екстреми 1949–2015) | Клима Бамака (1950–2000, екстреми 1949–2015) | Клима Бамака (1950–2000, екстреми 1949–2015) | Клима Бамака (1950–2000, екстреми 1949–2015) | Клима Бамака (1950–2000, екстреми 1949–2015) | Клима Бамака (1950–2000, екстреми 1949–2015) |
| Показатељ \ Месец                                                              | .Јан.                                        | .Феб.                                        | .Мар.                                        | .Апр.                                        | .Мај.                                        | .Јун.                                        | .Јул.                                        | .Авг.                                        | .Сеп.                                        | .Окт.                                        | .Нов.                                        | .Дец.                                        | .Год.                                        |
| ------------------------------------------------------------------------------ | -------------------------------------------- | -------------------------------------------- | -------------------------------------------- | -------------------------------------------- | -------------------------------------------- | -------------------------------------------- | -------------------------------------------- | -------------------------------------------- | -------------------------------------------- | -------------------------------------------- | -------------------------------------------- | -------------------------------------------- | -------------------------------------------- |
| Апсолутни максимум, °C (°F)                                                    | 38,9 (102)                                   | 42,8 (109)                                   | 43,9 (111)                                   | 43,5 (110,3)                                 | 45,0 (113)                                   | 42,0 (107,6)                                 | 40,0 (104)                                   | 37,8 (100)                                   | 38,4 (101,1)                                 | 38,9 (102)                                   | 42,0 (107,6)                                 | 40,0 (104)                                   | 45,0 (113)                                   |
| Максимум, °C (°F)                                                              | 33,4 (92,1)                                  | 36,4 (97,5)                                  | 38,5 (101,3)                                 | 39,6 (103,3)                                 | 38,5 (101,3)                                 | 35,3 (95,5)                                  | 32,1 (89,8)                                  | 31,1 (88)                                    | 32,2 (90)                                    | 34,6 (94,3)                                  | 35,3 (95,5)                                  | 33,4 (92,1)                                  | 35,0 (95)                                    |
| Минимум, °C (°F)                                                               | 17,0 (62,6)                                  | 19,9 (67,8)                                  | 22,9 (73,2)                                  | 25,2 (77,4)                                  | 25,4 (77,7)                                  | 23,6 (74,5)                                  | 22,2 (72)                                    | 21,8 (71,2)                                  | 21,6 (70,9)                                  | 21,3 (70,3)                                  | 18,4 (65,1)                                  | 16,8 (62,2)                                  | 21,3 (70,3)                                  |
| Апсолутни минимум, °C (°F)                                                     | 8,7 (47,7)                                   | 9,0 (48,2)                                   | 12,0 (53,6)                                  | 15,8 (60,4)                                  | 17,8 (64)                                    | 16,1 (61)                                    | 17,5 (63,5)                                  | 17,2 (63)                                    | 18,0 (64,4)                                  | 14,7 (58,5)                                  | 10,8 (51,4)                                  | 6,0 (42,8)                                   | 6,0 (42,8)                                   |
| Количина кише, mm (in)                                                         | 0,6 (0,024)                                  | 0,7 (0,028)                                  | 2,1 (0,083)                                  | 19,7 (0,776)                                 | 54,1 (2,13)                                  | 132,1 (5,201)                                | 224,1 (8,823)                                | 290,2 (11,425)                               | 195,9 (7,713)                                | 66,1 (2,602)                                 | 5,2 (0,205)                                  | 0,5 (0,02)                                   | 991,3 (39,028)                               |
| Дани са кишом (≥ 0.1 mm)                                                       | 0,2                                          | 0,2                                          | 0,6                                          | 3,3                                          | 6,3                                          | 7,7                                          | 16,7                                         | 17,9                                         | 14,7                                         | 5,7                                          | 0,3                                          | 0,1                                          | 73,7                                         |
| Релативна влажност, %                                                          | 24                                           | 20                                           | 22                                           | 33                                           | 50                                           | 67                                           | 77                                           | 81                                           | 78                                           | 65                                           | 38                                           | 27                                           | 49                                           |
| Сунчани сати — месечни просек                                                  | 277,4                                        | 253,0                                        | 268,1                                        | 230,4                                        | 242,6                                        | 233,6                                        | 216,6                                        | 218,3                                        | 221,7                                        | 253,7                                        | 270,7                                        | 268,6                                        | 2.954,7                                      |
| Извор #1: World Meteorological Organization                                    |                                              |                                              |                                              |                                              |                                              |                                              |                                              |                                              |                                              |                                              |                                              |                                              |                                              |
| Извор #2: NOAA (sun 1961–1990), Deutscher Wetterdienst (extremes and humidity) |                                              |                                              |                                              |                                              |                                              |                                              |                                              |                                              |                                              |                                              |                                              |                                              |                                              |

## Становништво
| Година       |
| Становништво |
| ------------ |

## Партнерски градови
Бамако је побратимљен са:
- Анжер
- Бобо-Дјуласо
- Дакар
- Лајпциг
- Рочестер
- Сао Пауло